# Antipatros von Tarsos
Antipatros von Tarsos (* vor 200 v. Chr. in Tarsos; † 129 v. Chr. in Athen) war ein antiker griechischer Philosoph.
Antipatros wurde noch im 3. Jahrhundert geboren. Er kam nach Athen und schloss sich dort einer Philosophenschule, der Stoa, an, deren Schuloberhaupt (Scholarch) damals Diogenes von Seleukia „der Babylonier“ war. Nach dem Tod des Diogenes wurde er kurz vor 150 dessen Nachfolger. Er verteidigte die stoische Lehre in zahlreichen Schriften gegen Angriffe des Skeptikers Karneades, der damals die Platonische Akademie leitete. Einer mündlichen Auseinandersetzung mit dem gefürchteten Debattierer Karneades wich er aus. Daher erhielt er den Spitznamen „Federschreier“ (kalamoboas).
Antipatros starb 129 v. Chr., indem er einen Giftbecher trank. Sein bedeutendster Schüler und Nachfolger als Scholarch der Stoa war Panaitios.